# Долњи Подлужи
Долњи Подлужи (чеш. Dolní Podluží) је насељено мјесто са административним статусом сеоске општине (чеш. obec) у округу Дјечин, у Устечком крају, Чешка Република.

## Становништво
Према подацима о броју становника из 2014. године насеље је имало 1.189 становника.